# 波西傑克森—終極天神
《波西傑克森—終極天神》（英語：The Last Olympian）是奇幻小說《波西傑克森》系列當中的最後一集，內容同樣綜合了現代社會與古希臘文化，也是描述主角混血人波西傑克森與混血營兩名夥伴在眾神世界中冒險的故事。

## 概要
克羅諾斯軍隊在招募更多神與混血人加入後，勢力變得更加強大。混血營花了一整年的時間，準備與泰坦巨神決一死戰，即使他們深知打贏這場戰爭的機率渺茫。
正當天神們努力遏止破壞力強大的怪物泰風入侵，克羅諾斯趁隙朝天神的地盤紐約市進攻，使奧林帕斯山陷入無人看守的狀態。現在，就靠波西和一群年輕的混血人軍隊來阻止這一切。
戰前準備
在去年的混血營之戰結束後，天神與泰坦勢力開始在各地發生衝突，大海中波賽頓已經和歐開諾斯先行開戰、其餘奧林帕斯主神也忙於跟泰風纏鬥、相同的衝突也發生在雙方的混血人之間，情況愈來愈混亂。
為了削弱敵人的力量，波西和貝肯朵夫秘密前往克羅諾斯所在的安朵美達公主號，計畫在上面放炸彈引爆，由波西吸引船上敵人注意、而貝肯朵夫安裝炸彈，然而，卻因為混血營中的間諜事先洩密，事跡敗露，貝肯朵夫被抓、波西也被迫與寄宿在路克體內的克羅諾斯對峙，最後以波西負傷撤退、而貝肯朵夫捨命引爆炸彈，犧牲自己成功炸毀了安朵美達公主號。
負傷的波西被其父親波賽頓帶至海底宮殿中安養，並且在他醒來後將他送回混血營，同時也向波西透漏，海洋中的戰爭情況對波賽頓非常不樂觀。
回到混血營後，波西與安娜貝絲、奇戎會合，並且告知貝肯朵夫犧牲的消息，讓混血營的人都大受打擊，貝肯朵夫的女朋友瑟琳娜更是傷心，另一方面，阿瑞斯小屋因為和阿波羅小屋爭奪與泰坦巨神方的混血人戰鬥中奪得的飛天馬車發生衝突，導致小屋領導克蕾莎一怒之下帶著小屋的人退出戰爭，情況更加險峻。之後，奇戎與各小屋領導召開軍事會議，在會議中宣布了攸關「英雄」與「奧林帕斯」的大預言，得知了波西所代表的「英雄」將會被「受詛利刃」所殺的命運。
後來，波西在帶著地獄犬歐萊麗女士在森林中散步的過程中遇到羊男雷納斯、黑帝斯之子尼克及森林精靈朱妮珀，波西因為雷納斯對失蹤摯友格羅佛的處置及不加入戰爭的事情感到生氣而教訓對方後，答應尼克在去年向他提議前往冥界浸泡冥河得以強大自己的提議。首先他們利用影子旅行，抵達路克的家，被路克的母親：梅．凱斯特倫誤認為是路克，並得知路克從小在發瘋的母親身旁生活的悲慘過去。在離開路克家後，他們遇見了爐灶女神荷絲提雅，並被她送往波西家，在家裡向繼父保羅坦承有關自己身世的一切，並取得母親莎莉的祝福，接著他們找到了因為夢菲斯的力量而沉睡兩個月的格羅佛，請他以音樂使大地打開一條通往冥界的路，卻在過程中因為尼克聽信父親黑帝斯的話把他帶至黑帝斯面前，進而被黑帝斯囚禁，同時也得知黑帝斯與狄密特、泊瑟芬打算對戰爭袖手旁觀的態度。
之後，尼克秘密把波西救出，把他帶至冥河，雖然被阿基里斯事先警告，但波西為了對抗克羅諾斯仍然決定浸泡，並且得知路克已經先行泡過冥河的事情。過程中雖然他一度差點敗給冥河而失去自我，但卻在想到安娜貝絲而重新振作、順利得到刀槍不入的身體，並擊潰追擊而來的黑帝斯，他要尼克留在冥界說服黑帝斯參戰，而自己回到人間，聯絡安娜貝絲召集混血營所有可以召集到的人馬集合至帝國大廈（奧林帕斯山），準備開戰。
曼哈頓戰役
波西在帝國大廈與安娜貝絲和奇戎會合，而奇戎當場將混血營的指揮權交給他，自己前去說服半人馬參加戰鬥。
波西首先率領40名響應的混血人前往奧林帕斯山會見荷絲提雅，得知路克飽受陰影與恐懼但不被父親荷米斯在意的過去，並且在之後抵達的荷米斯口中得知奧林帕斯天神忙於對付泰風而沒有一個可以鎮守在這裡、以及事先安排艾歐勒斯進行空中防禦。同時，克羅諾斯利用夢菲斯及黑卡蒂的力量，讓整個曼哈頓的人陷入沉睡並且不被外界察覺，泰麗雅也率領獵女隊抵達，波西當下立刻分配了各個入侵地點的鎮守部隊，對抗泰坦方的第一波攻勢。
波西和安娜貝絲行動，兩人首先前去利用代達羅斯第23號計畫啟動市區雕像織雕像軍隊協防，並且前往東河與哈德遜河的交會口，以波賽頓送給他的沙幣淨化水質以換取河神消滅泰坦軍隊中的海軍，接著收到阿波羅小屋的求救信號，前往威廉斯堡大橋支援，擊敗敵方領軍的彌諾陶並擊潰所有敵軍，但之後克羅諾斯帶著混血人軍隊支援，迫使他必須撤退，並弄斷橋阻斷敵方行軍，過程中被中村伊森無意中發現自己的致命弱點，但被安娜貝絲保護下來，而後者身受重傷，而阿波羅小屋的領導尤麥可戰死。在治療期間，安娜貝絲向他坦承路克曾經試圖逃離克羅諾斯的控制並要求她跟自己一起逃，但被安娜貝絲拒絕，導致克羅諾斯最後的復活，讓她相當愧疚；而波西也向她透漏自己身上致命弱點的位置。
第一場攻勢使他們發覺間諜仍然在給克羅諾斯通風報信，但波西為了不讓大家彼此懷疑，不打算找出間諜。同時，瑟琳娜察覺情況的危急，因此主動要求回去混血營說服不肯參戰的摯友克蕾莎，受到許可。當天下午，普羅米修斯來到他們的陣地勸降，波西拒絕，而對方送給他潘朵拉的盒子（外觀像是罐子），如果他想投降時就打開來作為信號，波西雖想拒絕但無法退回（每當他絕望時，盒子就會憑空出現在他眼前）。另一方面，克羅諾斯也要求中村伊森回憶以想出波西的致命弱點位置，並且一度被即將甦醒的路克意志打斷。
戰事再開，泰坦方接連發動攻勢，而波西也率領軍隊死命回擊，並且在雷納斯率領的羊男軍團和奇戎率領的半人馬軍團支援下，暫時化解了幾次進攻，並且擊敗了敵將海波利昂和克拉佐美納伊豬。過程中，波西夢到尼克在冥界中試圖召喚自己母親的亡魂，卻發現其母親因為黑帝斯不肯交出帝亞傑羅姐弟而被宙斯殺害、而黑帝斯為了洩憤而詛咒神諭使其死後變成木乃伊仍然必須進行神諭的過去。另一方面，瑞秋·伊莉莎白·戴爾受到神諭的指引而來到戰區，使得他和安娜貝絲的關係緊張，而瑞秋告訴波西自己看到的預言，說波西不是英雄，不要做不屬於自己的事情，但波西無法理解她的意思。
在下一波攻勢發生前，因為戰況緊急，波西要自己養的地獄犬歐萊麗女士去給尼克傳達求救消息。
泰坦方利用間諜提供的情報，放出一隻古蛇龍作戰，而瑞秋利用神諭感知到那隻古蛇龍只能被阿瑞斯的孩子所殺，因為其命運的關係，無法抵抗的天神方軍隊接連潰敗。這時，瑟琳娜藉由偷走克蕾莎的盔甲，假扮成克蕾莎帶領阿瑞斯小屋的人加入戰場對抗古蛇龍，但是戰敗身受重傷，並且被事後趕到的克蕾莎揭穿身分，而瑟琳娜在死前表明自己就是間諜，並且告訴他們自己是怎麼被路克逼迫與利用的，讓安娜貝絲大感震驚，而克蕾莎因為摯友的死，憤怒之下而參戰，輕鬆解決古蛇龍，並帶領潰敗的軍隊反攻，此時她身受阿瑞斯的祝福，全身刀槍不入，波西等人趁機回到帝國大廈重整態勢，並在過程中送走了戰死的雷納斯，再前往奧林帕斯山的途中，安娜貝絲向波西對於之前一直不肯相信路克是壞人的事情道歉，但波西沒有因此釋懷。
抵達奧林帕斯山後裡，瑞秋會見荷絲提雅，明白自己的命運，因而當場跟波西劃清界線。再加上戰事的悲觀、和安娜貝絲的決裂以及對天神的失望，使波西備感絕望，差點就想要打開潘朵拉的盒子投降，但他最後選擇持續對抗，並且將潘朵拉的盒子獻給荷絲提雅。接著藉由爬上波賽頓的王座，向父親要求支援奧林帕斯天神與泰坦、泰風的戰役。之後，泰麗雅因為地面戰事告急而上來求救，此時包括克蕾莎和奇戎在內的軍隊大多已經潰敗、泰坦軍隊兵臨帝國大廈。就在此時，被尼克說服參戰的黑帝斯帶領著死人軍隊和狄密特、泊瑟芬支援，雙方陷入混戰，連清醒的波西母親莎莉和保羅也加入戰局。混亂中克羅諾斯帶領中村伊森前往奧林帕斯，而波西也帶著安娜貝絲、格羅佛與泰麗雅追上去，但泰麗雅在路上被倒塌的希拉雕像壓到而無法參戰，而安娜貝絲也差點摔落大樓，被波西及時救回，兩人的僵局逐漸化解。接著他們及時抵達奧林帕斯王座廳，阻止準備破壞的克羅諾斯。這時安娜貝絲終於明白了神諭的意思，但來不及解釋就開始與克羅諾斯交戰，由波西對抗克羅諾斯、安娜貝絲對抗中村伊森，而格羅佛進行支援，安娜貝絲在過程中試圖喚醒路克的意志，但被打倒在地，而中村伊森趁機試圖攻擊波西的致命弱點，這時波西點醒他克羅諾斯不能實現他的願望（所有天神都有公平的待遇），讓他選擇倒戈攻擊克羅諾斯，但失敗摔下大樓而死。
克羅諾斯利用自己的力量調慢波西的時間來重整態勢，並顯現出天神努力對抗泰風但無力回天的絕望場面來威嚇，但這時波賽頓卻率領著軍隊出現，與恢復力量的天神一起擊敗泰風，讓克羅諾斯不得不加快摧毀的速度並攻擊波西。這時安娜貝絲再度試圖呼喚路克，成功喚醒路克的意志，路克知道克羅諾斯很快就要完全復活並不再需要自己的身體，因此要求波西快點讓他自殺，因為只有他知道自己的致命弱點是哪裡。這時波西才明白神諭的內容：「受詛利刃」是指路克送給安娜貝絲的刀、而「英雄」則是指路克！因此他把刀遞給路克，讓他成功自殺，克羅諾斯也就此灰飛煙滅，意識無法成形，泰坦勢力潰散，各個泰坦逃亡（普羅米修斯、歐開諾斯、克里奧斯等，但克里奧斯在後續的混血營英雄中透漏是被朱彼特營的領導傑生·葛瑞斯所殺），泰坦大戰結束。
戰爭落幕與後續
因為致命弱點被擊中，路克自知即將死亡，便在死前向安娜貝絲坦承自己愛她，然而安娜貝絲發覺自己當下在乎的卻是波西，因而拒絕路克的示愛，但路克的反應很平淡，似乎早就知道有這樣的答覆，並在得到波西擔保不會讓這一切重演之後安詳離世，其後天神才匆匆抵達。在花了一小段時間整理王座後，天神開始獎勵參戰有功人員，帶領獨眼巨人軍團的泰森得到新的棍子（本人要求）、格羅佛被賜予野地之神的職位、安娜貝絲被邀請參與奧林帕斯的重建設計、而波西雖然被天神允諾可以成為天神，但他想起了路克的拜託而拒絕，並且要求天神重視並認養每個天神的孩子，避免像路克的情況重演，另外赦免所有戰時倒向泰坦方的低階神祇以及熱愛和平的泰坦（例如：卡呂普索），而天神也答應了。
在離開奧林帕斯的路上，波西先後與荷米斯和雅典娜見面，先向荷米斯表明了路克最後還是愛著作為父親的他，並且鼓勵他從今天開始改變，讓路克的犧牲不會白費；而雅典娜則向波西表示自己已經對他改觀，並且要求他陪在安娜貝絲身邊。後來他們得知瑞秋私自前往了混血營，連忙趕回去的時候，才發現瑞秋從已經成為木乃伊的神諭手中接下職位，成為新神諭，並且當下發表了新的一則預言。在晚餐的時間，安娜貝絲帶著一塊蛋糕來給波西慶祝，波西這才想起今天也是自己的生日，兩人趁機互相坦承心意，並且接吻（餐廳一次、被其他人丟進水裡後一次），兩人正式開始交往，波西也終於從在得知自己是混血人這幾年來的煩惱中掙脫，可以開心地過日子。

## 本集主要角色
- 波西傑克森（柏修斯·傑克森，Percy Jackson，Perseus Jackson）

故事主角；天生患有注意力不足過動症及閱讀障礙的十二歲男孩。波西在故事裡得知他是海神波塞頓的兒子，而這些缺陷是因混血人的體質所影響。（失讀症是因為腦內的希臘字干擾；過動是基於混血人體能敏捷因子）。波塞頓之子的身分關係，使得被認為是神火之賊，迫使出使旅程找出閃電火，來阻止一場一觸即發的天神大戰。武器是波濤劍，平常是一支筆，拿掉筆蓋就會變化成劍，並且，會自動回到波西口袋中，被推舉為混血營首領。
- 安娜貝斯·雀斯（Annabeth Chase）

波西的女友，智慧女神雅典娜之女，和波西同年齡。安娜貝斯當年是由路克和宙斯之女泰麗雅所帶至混血營。波西受到彌諾陶攻擊時出手幫忙，亦隨同波西出使探尋任務找回宙斯的閃電火。安娜貝斯自七歲在待在混血營至今，在波西來之前，持續獲得混血營每年的榮耀項鍊珍珠。
- 格羅佛·安德伍德（Grover Underwood）

波西的好友兼守護者羊男。起初，他掩飾羊男身分尋找未被發現的混血人，負責帶領迷途的混血人安全抵達混血營。他在送波西到營區途中遭受彌諾陶攻擊，隨後也加入探尋閃電火的任務。他畢生夢想是找到野地之神潘。
- 路克·凱司特倫（Luke Castellan）

主要反派；荷米斯之子。路克是波西在混血營中的十九歲指導員，幫忙訓練波西劍術指導（據說是混血營三百年以來最厲害的劍手）。最後，揭露他才是真正的神火之賊，背叛波西且為泰坦王克羅諾斯行事，甚至將身體獻給克羅諾斯。
- 奇戎（Chiron）

原本是波西的拉丁文老師布魯納先生，實際是半人半馬的半人馬。奇戎是混血營的營區活動主任。父親為泰坦巨神之王-克羅諾斯。
- 瑞秋·伊莉莎白·戴爾（Rachel Elizabeth Dare）

一個凡人女孩，曾經在幾次危機中解救波西。能看穿迷霧，看到別人看不出來的怪物。雖然不知道波西是否喜歡瑞秋，但是瑞秋喜歡他。波西沒有承認它，主要原因是安娜貝斯。波西在定下安朵美達公主號之前，瑞秋親吻波西。最後，瑞秋告訴波西，他們永遠不能在一起，因為瑞秋是神諭，但是波西還是可以繼續與瑞秋成為朋友。
- 查爾斯·貝肯朵夫（Charles Beckendorf）

火神赫菲斯托斯的混血人兒子，是混血營裏最懂得維修武器的人。在本集裏，於安朵美達公主號的爆炸中犧牲。
- 泰麗雅·葛瑞斯（Thalia Grace）

天空之神宙斯的混血人女兒，於前兩集成為阿蒂密絲獵女隊的隊長，於本集幫助波西守衞曼克頓。
- 中村伊森（Ethan Nakamura）

報應女神涅梅西絲的混血人兒子，投靠了克羅諾斯。
- 尼克·帝亞傑羅（Nico di Angelo）

冥王黑帝斯的混血人兒子。

## 類似文學
- 哈利波特
- 希臘神話